# کوزنتسوفسکی
کوزنتسوفسکی (انگلیسی: Kuznetsovsky) یک شهرک در شهرستان ایشیمبایسکی استان باشقیرستان کشور روسیه است.